# Magnus Johansson (miljöpartist)
Magnus Anders Eugen Johansson, född 10 september 1978 i Järfälla församling, Stockholms län, är en svensk politiker (miljöpartist) från Eskilstuna. Johansson var ledamot av Grön Ungdoms förbundsstyrelse 1998–1999, ledamot av Miljöpartiets partistyrelse 2003–2011 och dess sammankallande 2006–2011. Han var gruppledare för MP-Eskilstuna från maj 2010 till december 2014. kommunalråd i Eskilstuna 2011-2014 då Eskilstuna 2012 utsågs till miljöbästa kommun. Sedan 2015 arbetar han i regeringskansliet.
Han började som planeringschef åt utbildningsminister Gustav Fridolin. Sedan sommaren 2016 arbetar han åt bostads- och digitaliseringsminister Peter Eriksson.
I ett telefonsamtal med Aktuellts programledare Anders Holmberg i april 2016 försökte Magnus Johansson såsom varande språkrörens presskontakt påverka SVT att inte ta upp kritik mot Mehmet Kaplan i SVT:s nyhetssändning. Johansson stängdes tillfälligt av från sina arbetsuppgifter.